# George T. Johnson
George Thomas Johnson (Tylertown, Misisipi, 18 de diciembre de 1948) es un exjugador y entrenador de baloncesto estadounidense que disputó trece temporadas en la NBA. Con 2,11 metros de estatura, jugaba en la posición de ala-pívot. Fue durante 3 temporadas el máximo taponador de la liga.

## Trayectoria deportiva

### Universidad
Jugó durante su carrera universitaria con los Blue Devils de la Universidad Dillard, siendo uno de los dos únicos jugadores de dicha universidad en acceder a la NBA.

### Profesional
Fue elegido en la septuagésimo novena posición del Draft de la NBA de 1970 por Chicago Bulls, y también por los Memphis Pros en el draft de la ABA, firmando por los primeros. Pero tras más de un año en blanco y sin llegar a debutar con el equipo, es despedido, firmando antes del comienzo de la temporada 1972-73 por Golden State Warriors. Su primera temporada como profesional resultó frustrante, siendo el último hombre del banquillo, jugando poco más de 6 minutos por partido como tercer pívot, promediando 1,6 puntos y 2,5 rebotes.
Poco a poco fue ganándose un puesto en el equipo, como especialista defensivo, y ya en la temporada 1974-75 logró su único anillo de campeón de la liga, tras derrotar en las Finales a los Washington Bullets por un rotundo 4-0. Johnson promedió esa temporada 4,4 puntos y 7,0 rebotes, siendo el mejor tampoador del equipo con 1,7 gorros cada encuentro.
Mediada la temporada 1976-77 fue traspasado a los Buffalo Braves a cambio de una futura primera ronda del draft, quienes al año siguiente lo traspasarían a New Jersey Nets, junto con dos primeras rondas, a cambio de Nate Archibald. en su primera temporada en el equipo, y ya jugando como titular, promedió 8,7 puntos, 9,6 rebotes y 3,4 tapones por partido, convirtiéndose por primera vez en el máximo taponador de la liga, superando con claridad a especialistas como Kareem Abdul-Jabbar, Tree Rollins o Bill Walton.
Tras dos temporadas más en los Nets, en 1980 se convirtió en agente libre, fichando por San Antonio Spurs. Y ya con 32 años alcanzó su cénit como profesional, completando una gran temporada en la cual volvió a convertirse en el mejor taponador de la liga, con 3,4 tapones por partido, igualó el récord de Elmore Smith de más tapones en una mitad de partido, con 11 logrados ante su antiguo equipo de los Warriors, y fue incluido en el segundo mejor quinteto defensivo de la NBA.
Al año siguiente, y ya convertido casi exclusivamente en un recurso defensivo, repitió galardón como máximo taponador de la liga, promediando 3,1 por partido. En 1982 es traspasado a Atlanta Hawks a cambio de Jim Johnstone y dos futuras segundas rondas del draft, jugando posteriormente también en los New Jersey Nets y los Seattle SuperSonics antes de retirarse definitivamente con 37 años cumplidos.

## Estadísticas de su carrera en la NBA
|  | Denota temporadas en las que fue Campeón de la NBA |
|  | Líder de la liga                                   |

### Temporada regular
| Año      | Equipo       | PJ  | PT | MPP  | %TC  | %3P   | %TL  | RPP  | APP | ROB | TPP  | PPP |
| -------- | ------------ | --- | -- | ---- | ---- | ----- | ---- | ---- | --- | --- | ---- | --- |
| 1972-73  | Golden State | 56  | –  | 6.2  | .410 | –     | .412 | 2.5  | 0.1 | –   | –    | 1.6 |
| 1973-74  | Golden State | 66  | –  | 19.6 | .483 | –     | .551 | 7.9  | 1.1 | 0.5 | 1.9  | 6.1 |
| 1974-75† | Golden State | 82  | –  | 17.5 | .476 | –     | .659 | 7.0  | 0.8 | 0.4 | 1.7  | 4.4 |
| 1975-76  | Golden State | 82  | –  | 21.3 | .484 | –     | .673 | 7.6  | 1.0 | 0.6 | 2.1  | 4.9 |
| 1976-77  | Golden State | 39  | –  | 15.3 | .487 | –     | .806 | 5.4  | 0.7 | 0.4 | 1.9  | 4.4 |
| 1976-77  | Buffalo      | 39  | –  | 27.1 | .448 | –     | .687 | 10.3 | 2.0 | 0.6 | 2.7  | 7.6 |
| 1977-78  | New Jersey   | 81  | –  | 29.8 | .395 | –     | .719 | 9.6  | 1.4 | 1.0 | 3.4* | 8.7 |
| 1978-79  | New Jersey   | 78  | –  | 26.4 | .427 | –     | .761 | 7.9  | 1.1 | 0.9 | 3.2  | 6.6 |
| 1979-80  | New Jersey   | 81  | –  | 26.2 | .457 | .000  | .706 | 7.4  | 2.1 | 0.7 | 3.2  | 7.2 |
| 1980-81  | San Antonio  | 82  | –  | 23.6 | .473 | –     | .734 | 7.3  | 1.1 | 0.6 | 3.4* | 5.0 |
| 1981-82  | San Antonio  | 75  | 62 | 21.0 | .467 | –     | .672 | 6.1  | 1.1 | 0.3 | 3.1* | 3.0 |
| 1982-83  | Atlanta      | 37  | 0  | 12.5 | .439 | –     | .737 | 3.2  | 0.5 | 0.3 | 1.6  | 1.7 |
| 1984-85  | New Jersey   | 65  | 0  | 12.3 | .532 | 1.000 | .815 | 2.8  | 0.3 | 0.3 | 1.2  | 1.6 |
| 1985-86  | Seattle      | 41  | 0  | 6.4  | .522 | –     | .688 | 1.5  | 0.3 | 0.1 | 0.9  | 0.9 |
| Total    | Total        | 904 | 62 | 20.0 | .451 | .500  | .694 | 6.5  | 1.0 | 0.5 | 2.5  | 4.8 |

### Playoffs
| Año   | Equipo       | PJ | PT | MPP  | %TC  | %3P | %TL  | RPP  | APP | ROB | TPP | PPP  |
| ----- | ------------ | -- | -- | ---- | ---- | --- | ---- | ---- | --- | --- | --- | ---- |
| 1973  | Golden State | 9  | –  | 5.0  | .400 | –   | .250 | 1.6  | 0.3 | –   | –   | 1.4  |
| 1975† | Golden State | 17 | –  | 18.9 | .571 | –   | .593 | 7.4  | 0.9 | 0.5 | 2.4 | 5.2  |
| 1976  | Golden State | 13 | –  | 20.1 | .574 | –   | .737 | 6.7  | 1.3 | 1.1 | 1.8 | 5.8  |
| 1979  | New Jersey   | 2  | –  | 35.0 | .667 | –   | .333 | 12.5 | 1.0 | 1.0 | 3.5 | 14.5 |
| 1981  | San Antonio  | 7  | –  | 23.6 | .462 | –   | .700 | 9.0  | 0.9 | 0.4 | 2.3 | 4.4  |
| 1982  | San Antonio  | 9  | –  | 19.4 | .500 | –   | .600 | 5.1  | 1.3 | 0.7 | 1.7 | 1.2  |
| 1983  | Atlanta      | 1  | 0  | 4.0  | –    | –   | –    | 0.0  | 0.0 | 0.0 | 0.0 | 0.0  |
| Total | Total        | 59 | 0  | 17.7 | .551 | –   | .618 | 6.1  | 0.9 | 0.7 | 2.0 | 4.2  |